# Svedala (gemeente)
Svedala is een Zweedse gemeente in Skåne. De gemeente behoort tot de provincie Skåne län. Ze heeft een totale oppervlakte van 227,6 km² en telde 18.541 inwoners in 2004. De gemeente werkt internationaal samen met de Nederlandse gemeente Opmeer (in 2010 wordt een beslissing genomen over een eventuele stedenband).

## Plaatsen
| # | Plaats           | Inwoneraantal |
| - | ---------------- | ------------- |
| 1 | Svedala (plaats) | 9 593         |
| 2 | Bara (Zweden)    | 3 270         |
| 3 | Klågerup         | 1 883         |
| 4 | Sjödiken         | 363           |
| 5 | Holmeja          | 232           |
| 6 | Börringe         | 83            |
| 7 | Börringe station | 77            |
| 8 | Aggarp           | 55            |

Ängelholm · Åstorp · Båstad · Bjuv · Bromölla · Burlöv · Eslöv · Hässleholm · Helsingborg · Höganäs · Höör · Hörby · Kävlinge · Klippan · Kristianstad · Landskrona · Lomma · Lund · Malmö · Örkelljunga · Osby · Östra Göinge · Perstorp · Simrishamn · Sjöbo · Skurup · Staffanstorp · Svalöv · Svedala · Tomelilla · Trelleborg · Vellinge · Ystad